# Atlanta Knights
Atlanta Knights byl profesionální americký klub ledního hokeje, který sídlil v Atlantě ve státě Georgie. V letech 1992–1998 působil v profesionální soutěži International Hockey League. Knights ve své poslední sezóně v IHL skončily v základní části. Jednalo se o farmu Tampy Bay Lightning. Své domácí zápasy odehrával v hale Omni Coliseum s kapacitou 15 278 diváků. Klubové barvy byly modrá a černá.
V letech 1996–1998 klub sídlil v Québecu, kde působil pod názvem Quebec Rafales. V roce 1994 se stal vítězem Turner Cupu.

## Historické názvy
Zdroj: 
- 1992 – Atlanta Knights
- 1996 – Quebec Rafales

## Úspěchy
- Vítěz Turner Cupu ( 1× )
  - 1993/94

## Přehled ligové účasti
Zdroj: 
- 1992–1993: International Hockey League (Atlantická divize)
- 1993–1994: International Hockey League (Středozápadní divize)
- 1994–1996: International Hockey League (Centrální divize)
- 1996–1997: International Hockey League (Severní divize)
- 1997–1998: International Hockey League (Severovýchodní divize)